# Септимий Мназеа
Септимий Мназеа (лат. Septimius Mnasea) — римский политический деятель IV века н. э.
С 9 — 26 сентября (лат. V idus Sept. - VI kal. Oct.) 352 года н. э., согласно Хронографу 354 года занимал должность praefectus urbi.
Этот факт подтверждается и латинской надписью, найденной в Риме:

Septimius Mnasea v(ir) c(larissimus) prae[f(ectus) urb(i)— 
Однако данная должность — единственное, что о нем известно.
Возможно, что был назначен на должность префекта города императором Флавием Магном Магненцием и смещен при Констанцие II.